# Dachverband Winterthurer Sport
Der Dachverband Winterthurer Sport (Abk.: DWS) ist der Dachverband der Winterthurer Sportvereine.
Heute sind 116 Sportvereine und drei Sportverbände Mitglied des Verbands. Er vertritt damit rund 24'000 Sporttreibende. Der Verband tritt als Interessenvertretung und Vermittler der Sportvereine gegenüber der Stadt Winterthur auf, ist für die Verteilung der Jugendsportförderung zuständig und organisiert die Feriensportkurse. Präsident des Verbands ist seit 2009 zurzeit Daniel Frei. In den Ferien werden jeweils Ferienkurse für Schüler bei den verschiedenen Sportklubs angeboten, bei denen jeweils etwa 2'000 Kinder und Jugendliche pro Jahr teilnehmen.

## Geschichte
Vor dem Hintergrund des Sportplatzmangels in Winterthur, unter anderem durch den Stillstand einer geplanten Erweiterung des Sportplatz Deutweg, wurde die Gründung eines Winterthurer Dachverbands durch den Tössemer Drogisten Kurt Stahl im Februar 1971 initiiert. Am 28. Juni 1971 wurde im Hotel Volkshaus der Dachverband Winterthurer Sportler von vier Verbänden und 19 anwesenden Einzelvereinen gegründet.
Als erstes grosses Projekt wurden in den Sommerferien 1973 erstmals Feriensportkurse in den fünf Sportarten Fussball, Handball, Leichtathletik, Schwimmen und Tennis angeboten – 287 Schulkinder nahmen am erstmaligen Angebot teil. 1979 erhielt der Verband in der neu gegründeten Sportplatzkommission Einsitz, wo unter Mitwirkung des DWS unter anderem die Belegung der Grossraumturnhallen koordiniert wurde. Aus der Sportplatzkommission entstand 1984 ein städtisches Sportkonzept, auf dessen Grundlage eine Sportkommission gegründet wurde, in der der Verband ebenfalls zu zweit Einsitz erhielt. Diese wiederum auf Initiative des DWS 2011/12 durch die Gemeinderätliche Gruppe Sport abgelöst.
Von 1981 bis 1993 war der Verband mit einer Sportlerstube an der Winterthurer Messe präsent. 1985 initiierte der DWS beim Stadtrat, dass diese 55'000 Fr. für die Jugendsportförderung budgetiert, für dessen Verteilung der DWS bis heute zuständig ist, seit 2021 beträgt dieser Betrag 300'000 Franken.
Federführend war der Verband 2010 bei der Einreichung einer kommunalen Initiative «Ein Dach für Alle», die den Mangel an Sporthallen beheben soll. Bei den Kommunalwahlen im gleichen Jahr erstellte der Dachverband erstmals eine Empfehlungsliste von Politikern, die sich für den Sport in Winterthur einsetzen.
Seit der Statutenrevision 2013 führte der DWS die Mitgliederkategorie Sportpartner ein für Unternehmen und Organisationen, die selbst keine Sportvereine oder -verbände sind, aber trotzdem mit dem Sport verbunden.